# Жіночий день (фільм)
Жіночий день (рос. Женский день) — радянський художній фільм 1990 року, знятий режисером Борисом Яшиним.

## Сюжет
Про сучасну жінку, її боротьбі за лідерство на роботі і вдома, в результаті чого проходить любов, розпадається сім'я. Вона залишається одна…

## У ролях
- Анна Самохіна — Ірина Єрохіна
- Тетяна Агафонова — Ася
- Анна Гуляренко — Галина
- Олександр Блок — Тимоша
- Василь Міщенко — Боря, чоловік Асі
- Ігор Бочкін — Дима, колішний муж Гали
- Майя Менглет — мати Ірини
- Мария Солодовникова — дочка Асі і Бориса
- Катя Михайловська — дочка Асі і Бориса
- Андрій Шотін — Ілюша, син Гали і Дими
- Надежда Бутирцева — Лілія Іванівна
- Галина Біневська — сусідка
- Олена Бушуєва-Цеханська — Лена, медсестра

## Знімальна група
- Сценаріст : Олена Ласкарева
- Режисер : Борис Яшин
- Оператор : Анатолій Папян
- Композитор : Юрій Саульський
- Художник : Леонід Платов